# Föderlach (Gemeinde Wernberg)
Föderlach (slow.: Podravlje) ist ein Dorf und gleichzeitig die Ortschaften Föderlach I und Föderlach II in der Gemeinde Wernberg mit 1088 Einwohnern (Stand 1. Jänner 2024) im Bezirk Villach-Land in Kärnten, Österreich.

## Geographische Lage
Föderlach ist ländlich geprägt und ist der südlichstgelegene Ortsteil Wernbergs, welcher Föderlach I und Föderlach II beinhaltet.
Föderlach wird folgendermaßen eingegrenzt:
- im Norden: Drautalbahn
- im Osten: horizontale Verlängerung der Bebauungsgrenze der Rosegger Straße
- im Süden: Drau
- im Westen: Landesstraße

Föderlach grenzt an folgende Ortsteile:
| Goritschach Duel (beide: Gmd. Wernberg, VL) | Neudorf (Gmd. Wernberg, VL)                     | Kletschach (Gmd. Wernberg, VL) |
| Sankt Niklas an der Drau (Gmd. Villach, VI) | Kompassrose, die auf Nachbargemeinden zeigt     | Wudmath (Gmd. Wernberg, VL)    |
| Graschitz (Gmd. Villach, VI)                | Ledenitzen (Gmd. Finkenstein am Faaker See, VL) | Sankt Martin (Gmd. Rosegg, VL) |

## Verkehr
Föderlach liegt an der Landesstraße. Die Haltestelle Föderlach wird von der S-Bahn-Linie S1 sowie dem regionalen Reisezug REX 1 angefahren. Die Linie 5196 fährt Richtung Villach und Richtung Velden. Die Linie 5194 fährt auch Richtung Villach und dient gleichzeitig als Endstation für Busse kommend aus Villach. Beide Buslinien bedienen sowohl Föderlach Ort als auch Föderlach Bahnhof.